# Nạp đạn kiểu bơm

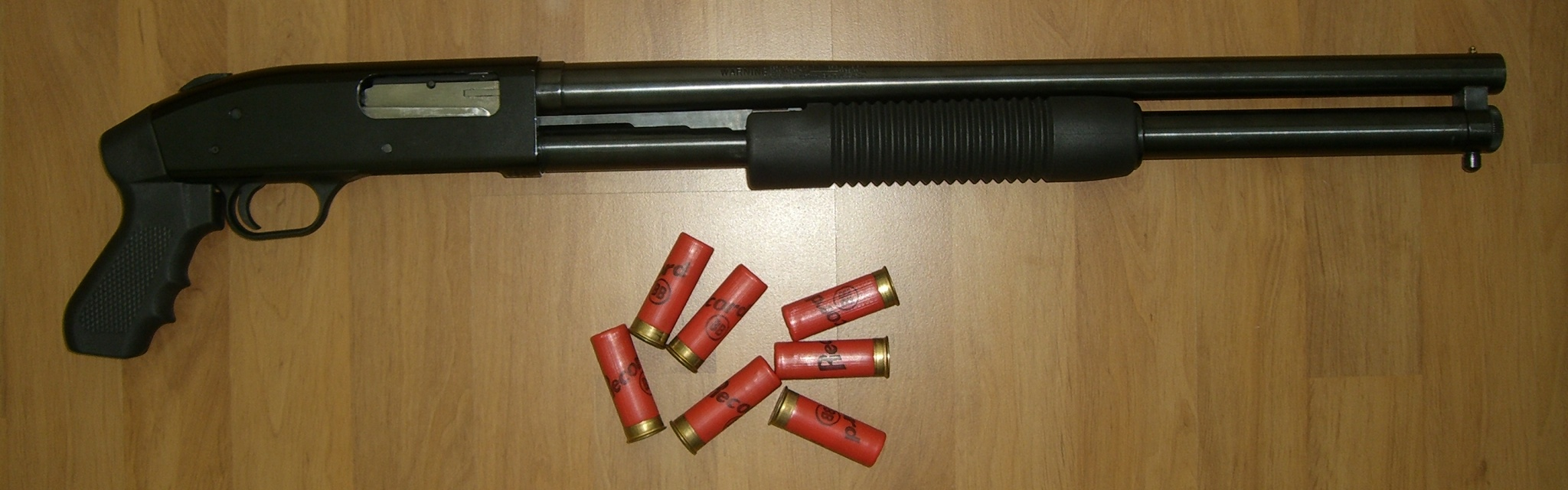
Một khẩu shotgun Mossberg 500 12 gauge với tay cầm súng ngắn.

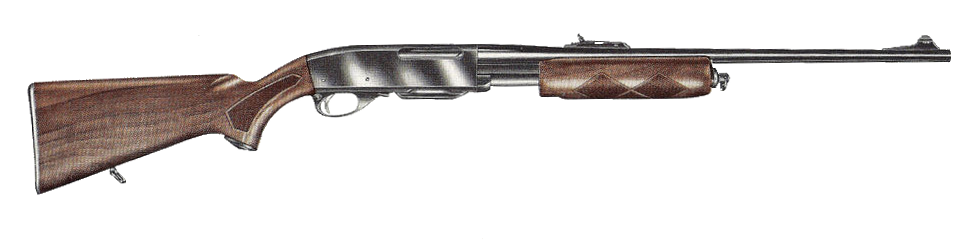
Súng trường nạp đạn kiểu bơm Remington Model 760 .30-06 Springfield.

Nạp đạn kiểu bơm là một trong những cơ chế nạp đạn của các loại súng lên đạn bằng tay. Nó có tên gọi này là do khi nạp đạn xạ thủ sẽ kéo một cần giống như cần bơm tới hoặc lui giống như đang bơm một ống bơm. Cách nạp đạn này nhanh hơn sử dụng thoi nạp đạn trượt và đôi khi cũng nhanh hơn nạp đạn kiểu đòn bẩy nếu thuần thục. Dù nói là bơm nhưng cách nạp đạn này lại không sử dụng bất kỳ áp lực khí nào.

## Cơ chế hoạt động

### Cơ bản

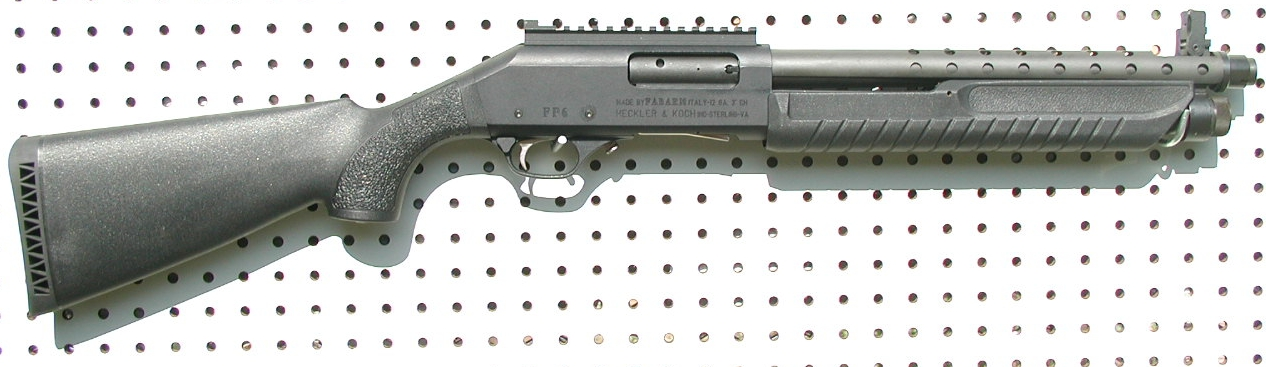
HK FABARM FP6 sử dụng cơ chế cơ bản

Ống đạn sẽ có một lò xo dài từ đầu đến cuối ống và khi nạp đạn vào ống thì lò xo sẽ bị nén lại để đẩy các viên đạn về phía sau, tùy vào độ co giãn của lò xo và chiều dài ống đạn mà số lượng đạn có thể nạp vào được quyết định. Cần bơm nối với một thanh trượt khi kéo về phía sau thanh trượt này sẽ đẩy các búa điểm hỏa vào vị trí sẵn sàng đồng thời cũng kéo thoi nạp đạn và miếng che khe nhả đạn ra phía sau để đẩy vỏ đạn cũ ra ngoài nếu có. Đồng thời khi miếng che khe nhả đạn mở ra thì vách ngăn giữa ống đạn và khoang nạp đạn được mở ra và lò xo trong ống đạn sẽ đẩy viên đạn vào khoang, trong khoang nạp đạn có một đòn bẩy và viên đạn sẽ nằm ngay trên đòn bẩy này. Đòn bẩy có một chốt để móc vào thanh trượt khi thanh trượt di chuyển ra phía sau. Khi cần bơm được đẩy về phía trước thì thanh trượt sẽ kéo miếng che khe nhả đạn cũng như vách ngăn giữa ống đạn và khoang nạp đạn sẽ đóng lại đồng thời kéo móc của đòn bẩy để đẩy đòn bẩy lên phía trên để đưa viên đạn lên và thoi nạp theo thanh trượt đi tới sẽ tiếp tục đẩy viên đạn vào khoang chứa để chuẩn bị bắn, sau khi kết thúc chu kỳ đẩy lên thì móc đòn bẩy sẽ tách khỏi thanh trượt để đòn bẩy nằm trở lại chỗ cũ chờ viên đạn mới.
Xạ thủ cũng có thể cho viên đạn thẳng vào nòng súng qua khe nhả vỏ đạn lúc nó mở ra. Cách làm này thường được dùng khi súng hết đạn và đang trong tình thế khẩn cấp không có thời gian nạp đạn vào ống.

### Đẩy nòng

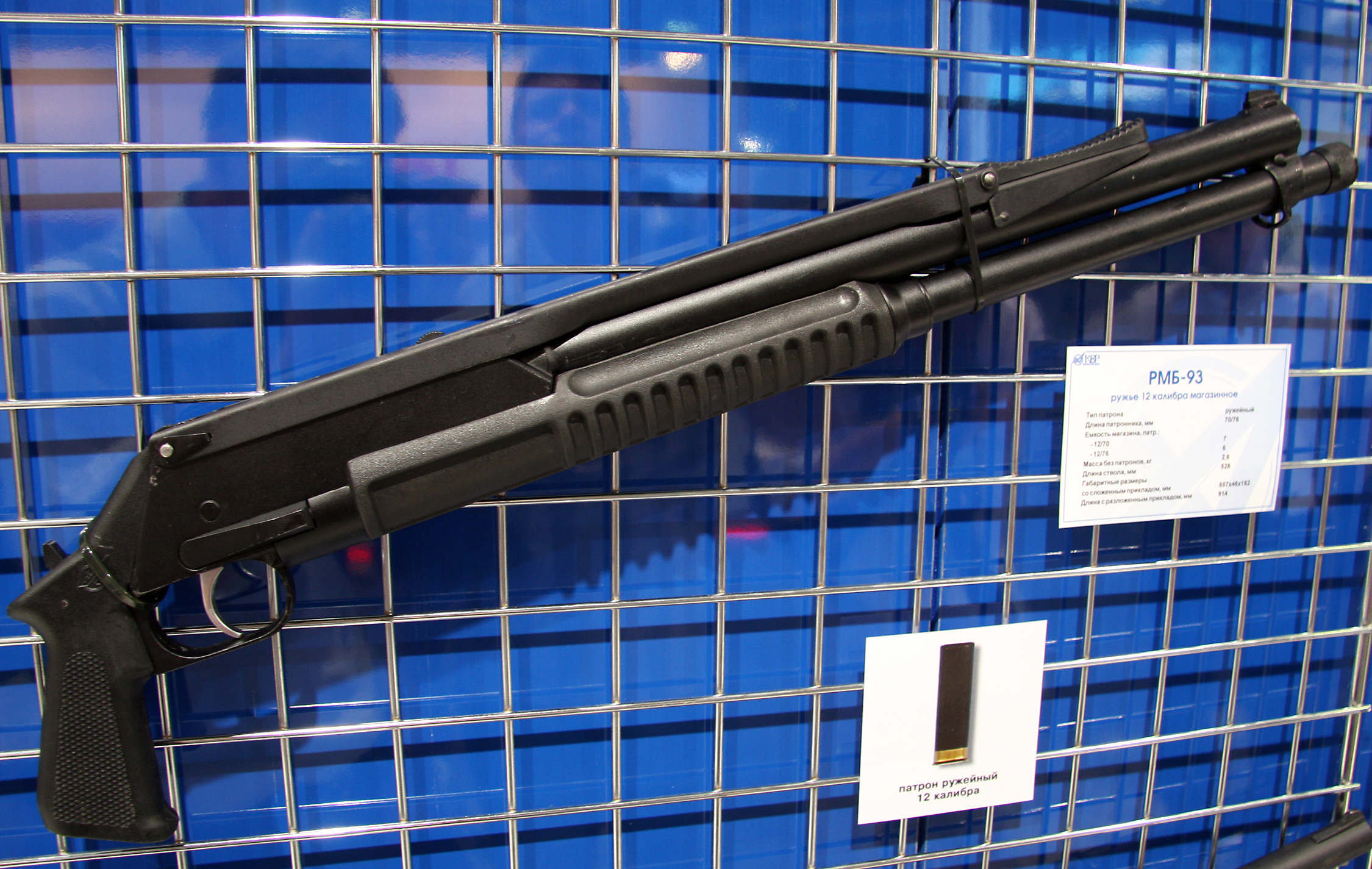
RMB-93 sử dụng cơ chế đẩy nòng

Đây là thiết kế có cách hoạt động rất khác với kiểu hoạt động cơ bản. Ống đạn được đặc phía trên nòng súng. Khi nạp thì nòng súng sẽ được đẩy lên trước tách ra khỏi khóa nòng và vỏ đạn cũ nếu có sẽ tự rơi xuống do chính trọng lượng của mình và viên đạn mới sẽ được đẩy xuống nằm ở vị trí ngay phía sau nòng súng. Nòng súng được gắn với hai thanh trượt khi đẩy nòng súng lên phía trước thì hai thanh trượt này sẽ nhô ra từ trong khóa nòng, hai thanh trượt này sẽ đóng vai trò là vật giữ viên đạn khi nó được đẩy xuống từ ống đạn do khoảng cách của chúng không cho phép viên đạn rơi xuyên qua, nhưng trước khi chúng nhô ra thì vỏ đạn cũ đã rớt ra, độ dài nhô ra vừa đủ để giữ viên đạn. Khóa nòng có móc hơi cao hơn để móc vào vành của vỏ đạn kéo nó ra khỏi nòng súng cho chắc chắn rằng vỏ đạn sẽ không bị hút theo nòng súng khi đẩy lên phía trước mà không rơi ra ngoài. Hai thanh trượt còn nối với một thoi đẩy khác ở trong khóa nòng, thoi đẩy này sẽ theo hai thanh trượt nhô ra phía trước từ khóa nòng để đẩy đáy vỏ đạn cho chắc rằng vỏ đạn không dính vào khóa nòng và không chịu rơi xuống. Ở phần cuối của ống đạn có một đòn bẩy hình chữ L để đẩy viên đạn xuống phần thanh trượt phía dưới khi viên đạn bị lò xo đẩy ra sau và chạm vào đòn bẩy, đòn bẩy này cũng đóng vai trò như một cái kẹp ấn viên đạn cố định vào hai thanh trượt không cho rơi ra ngoài. Khi kéo nòng súng về thì viên đạn sẽ nằm ở vị trí thích hợp cố định trong nòng súng và sẵn sàng được bắn, nó sẽ không rơi khi phần nhô ra của thanh trượt rút vào vì một phần đầu đạn đã nằm trong nòng súng. Phần trên của phần cuối nòng súng có một gờ để đẩy đòn bẩy hình chữ L trở về chỗ cũ chờ viên đạn mới. Cơ chế điểm hỏa của thiết kế này thường là hoạt động kép.
Vì cơ chế này sử dụng cơ chế hoạt động kép, không cần khe nhả đạn cũng như ống đạn khá đơn giản nên thiết kế này có thể loại trừ được vấn đề rắc rối là bụi và đất lọt vào các bộ phận chuyển động của súng. Cũng như trọng lượng của viên đạn không ảnh hưởng đến cơ chế hoạt động này.

## Lợi thế
Cơ cấu của cơ chế nạp đạn này khá đơn giản, dễ chế tạo, bền cũng như chi phí sản xuất khá thấp. Với cần bơm nằm ở chính giữa súng thì việc sử dụng súng bởi cả hai tay là việc khá dễ dàng.

## Nhược điểm
Hầu hết các loại súng sử dụng cơ chế nạp đạn kiểu bơm sử dụng ống đạn thẳng cố định vì thế phải nạp đạn từng viên vào ống và việc này khá tốn thời gian. Một số mẫu hiện đại thử dùng hộp đạn rời để khắc phục nhược điểm này, điều này có nghĩa là ống đạn sẽ trở nên không cần thiết để chứa đạn nhưng vẫn cần có để chống cần bơm vì thế nên trọng lượng của súng sẽ tăng lên.